# UYBA Volley 2020-2021
Questa voce raccoglie le informazioni riguardanti la UYBA Volley nelle competizioni ufficiali della stagione 2020-2021.

## Stagione
Nella stagione 2020-21 la UYBA Volley assume la denominazione sponsorizzata di Unet E-Work Busto Arsizio.
Raggiunge la finale nella Supercoppa italiana, venendo battuta dall'Imoco.
Partecipa per la quindicesima volta alla Serie A1; chiude la regular season di campionato al quarto posto in classifica, qualificandosi per i play-off scudetto, dove viene eliminata nei quarti di finale dalla Savino Del Bene.
Grazie all'ottavo posto in classifica al termine del girone di andata della regular season di campionato, la UYBA si qualifica per la Coppa Italia, estromessa ai quarti di finale a seguito della sconfitta contro l'Imoco.
Partecipa inoltre alla Champions League: superata la fase a gironi a seguito del secondo posto in classifica nel proprio raggruppamento, viene eliminata dalla competizione dal VakıfBank, nelle semifinali, dopo essere stata battuta per 3-0 nella gara di ritorno, nonostante il successo per 3-2 in quella di andata.

## Organigramma societario
Area direttiva
- Presidente: Giuseppe Pirola

Area tecnica
- Allenatore: Marco Fenoglio (fino al 5 dicembre 2020), Marco Musso (dal 5 dicembre 2020)
- Allenatore in seconda: Marco Musso (fino al 5 dicembre 2020), Roberto Menegolo (dal 5 dicembre 2020)

## Rosa
| N° | Nome                | Ruolo | Data di nascita  | Nazionalità sportiva |
| -- | ------------------- | ----- | ---------------- | -------------------- |
| 1  | Jordyn Poulter      | P     | 31 luglio 1997   | Stati Uniti          |
| 3  | Rossella Olivotto   | C     | 27 aprile 1991   | Italia               |
| 6  | Alessia Gennari     | S     | 3 novembre 1991  | Italia               |
| 7  | Asia Bonelli        | P     | 4 settembre 2000 | Italia               |
| 8  | Alexa Gray          | S     | 7 agosto 1994    | Canada               |
| 9  | Giulia Leonardi     | L     | 1º dicembre 1987 | Italia               |
| 11 | Camilla Mingardi    | O     | 19 ottobre 1997  | Italia               |
| 12 | Francesca Piccinini | S     | 10 gennaio 1979  | Italia               |
| 13 | Chiara Cucco        | L     | 14 novembre 2002 | Italia               |
| 15 | Jovana Stevanović   | C     | 30 giugno 1992   | Serbia               |
| 17 | Ana Escamilla       | S     | 10 luglio 1998   | Spagna               |
| 18 | Katarina Bulović    | S     | 15 febbraio 2002 | Serbia               |
| 23 | Liset Herrera       | C     | 6 dicembre 1998  | Cuba                 |

## Mercato
| Acquisti | Acquisti          | Acquisti          | Acquisti   |
| R.       | Nome              | da                | Modalità   |
| -------- | ----------------- | ----------------- | ---------- |
| P        | Asia Bonelli      | Adolfo Consolini  | definitivo |
| S        | Ana Escamilla     | Potsdam           | definitivo |
| S        | Alexa Gray        | Savino Del Bene   | definitivo |
| C        | Liset Herrera     | Volero Le Cannet  | definitivo |
| O        | Camilla Mingardi  | Millenium Brescia | definitivo |
| C        | Rossella Olivotto | Bergamo           | definitivo |
| P        | Jordyn Poulter    | Chieri '76        | definitivo |
| C        | Jovana Stevanović | Savino Del Bene   | definitivo |

| Cessioni | Cessioni           | Cessioni           | Cessioni   |
| R.       | Nome               | a                  | Modalità   |
| -------- | ------------------ | ------------------ | ---------- |
| C        | Beatrice Berti     | Millenium Brescia  | definitivo |
| O        | Erblira Bici       | Cuneo Granda       | definitivo |
| C        | Sara Bonifacio     | AGIL               | definitivo |
| P        | Maria Luisa Cumino | Trentino Rosa      | definitivo |
| S        | Britt Herbots      | AGIL               | definitivo |
| O        | Karsta Lowe        | Athletes Unlimited | definitivo |
| P        | Alessia Orro       | Pro Victoria       | definitivo |
| S        | Francesca Villani  | Chieri '76         | definitivo |
| L        | Wang Simin         | Shenzhen           | definitivo |
| C        | Haleigh Washington | AGIL               | definitivo |

## Risultati

### Serie A1

#### Girone di andata
| 1ª giornata - 19 settembre 2020 Palazzetto dello Sport, Monza  | Pro Victoria          | 3 - 1 | UYBA            | 25-13, 25-22, 21-25, 25-22        |
| 2ª giornata - 27 settembre 2020 PalaPiantanida, Busto Arsizio  | UYBA                  | 0 - 3 | Imoco           | 21-25, 20-25, 23-25               |
| 3ª giornata - 4 ottobre 2020 PalaPiantanida, Busto Arsizio     | UYBA                  | 3 - 0 | Trentino Rosa   | 25-23, 25-18, 25-21               |
| 5ª giornata - 21 ottobre 2020 PalaGeorge, Montichiari          | Millenium Brescia     | 1 - 3 | UYBA            | 22-25, 25-23, 16-25, 21-25        |
| 6ª giornata - 18 ottobre 2020 PalaPiantanida, Busto Arsizio    | UYBA                  | 1 - 3 | Savino Del Bene | 23-25, 33-31, 18-25, 21-25        |
| 7ª giornata - 18 novembre 2020 PalaPiantanida, Busto Arsizio   | UYBA                  | 0 - 3 | San Casciano    | 15-25, 18-25, 20-25               |
| 8ª giornata - 28 novembre 2020 PalaEvangelisti, Perugia        | Wealth Planet Perugia | 2 - 3 | UYBA            | 23-25, 23-25, 25-17, 25-23, 12-15 |
| 9ª giornata - 9 febbraio 2021 PalaPiantanida, Busto Arsizio    | UYBA                  | 3 - 0 | Casalmaggiore   | 25-18, 25-22, 25-15               |
| 10ª giornata - 13 gennaio 2021 PalaPiantanida, Busto Arsizio   | UYBA                  | 0 - 3 | Chieri '76      | 23-25, 25-27, 22-25               |
| 11ª giornata - 8 novembre 2020 Palazzetto dello sport, Bergamo | Bergamo               | 3 - 2 | UYBA            | 24-26, 28-26, 25-23, 18-25, 15-10 |
| 12ª giornata - 15 novembre 2020 PalaCastagnaretta, Cuneo       | Cuneo Granda          | 3 - 2 | UYBA            | 25-23, 18-25, 26-24, 25-27, 15-10 |
| 13ª giornata - 21 novembre 2020 PalaPiantanida, Busto Arsizio  | UYBA                  | 0 - 3 | AGIL            | 27-29, 16-25, 15-25               |

#### Girone di ritorno
| 14ª giornata - 17 febbraio 2021 PalaPiantanida, Busto Arsizio    | UYBA            | 3 - 0 | Pro Victoria          | 25-22, 25-23, 25-22              |
| 15ª giornata - 24 dicembre 2020 PalaVerde, Villorba              | Imoco           | 3 - 0 | UYBA                  | 25-16, 25-16, 28-26              |
| 16ª giornata - 28 gennaio 2021 PalaSanbapolis, Trento            | Trentino Rosa   | 0 - 3 | UYBA                  | 14-25, 16-25, 19-25              |
| 18ª giornata - 10 gennaio 2021 PalaPiantanida, Busto Arsizio     | UYBA            | 3 - 1 | Millenium Brescia     | 25-18, 25-23, 23-25, 25-21       |
| 19ª giornata - 17 gennaio 2021 Palazzetto dello Sport, Scandicci | Savino Del Bene | 1 - 3 | UYBA                  | 27-25, 17-25, 20-25, 23-25       |
| 20ª giornata - 20 gennaio 2021 Nelson Mandela Forum, Firenze     | San Casciano    | 0 - 3 | UYBA                  | 19-25, 20-25, 21-25              |
| 21ª giornata - 6 gennaio 2021 PalaPiantanida, Busto Arsizio      | UYBA            | 3 - 0 | Wealth Planet Perugia | 25-20, 25-18, 26-24              |
| 22ª giornata - 6 marzo 2021 PalaRadi, Cremona                    | Casalmaggiore   | 1 - 3 | UYBA                  | 22-25, 25-23, 20-25, 19-25       |
| 23ª giornata - 14 febbraio 2021 PalaMaddalene, Chieri            | Chieri '76      | 2 - 3 | UYBA                  | 25-15, 23-25, 25-21, 20-25, 9-15 |
| 24ª giornata - 24 gennaio 2021 PalaPiantanida, Busto Arsizio     | UYBA            | 3 - 0 | Bergamo               | 25-16, 25-18, 25-15              |
| 25ª giornata - 21 febbraio 2021 PalaPiantanida, Busto Arsizio    | UYBA            | 3 - 1 | Cuneo Granda          | 17-25, 25-18, 25-19, 25-15       |
| 26ª giornata - 28 febbraio 2021 PalaTerdoppio, Novara            | AGIL            | 1 - 3 | UYBA                  | 23-25, 22-25, 25-19, 17-25       |

#### Play-off scudetto
| Quarti di finale (gara 1) - 28 marzo 2021 PalaPiantanida, Busto Arsizio     | UYBA            | 2 - 3 | Savino Del Bene | 25-17, 15-25, 30-28, 21-25, 13-15 |
| Quarti di finale (gara 2) - 31 marzo 2021 Palazzetto dello Sport, Scandicci | Savino Del Bene | 3 - 2 | UYBA            | 22-25, 25-21, 25-22, 22-25, 15-7  |

### Coppa Italia
| Quarti di finale - 10 marzo 2021 PalaVerde, Villorba | Imoco | 3 - 1 | UYBA | 22-25, 25-18, 25-19, 25-20 |

### Supercoppa italiana
| Quarti di finale - 1º settembre 2020 PalaPiantanida, Busto Arsizio | UYBA  | 3 - 1 | Chieri '76 | 25-22, 25-27, 25-20, 25-17 |
| Semifinali - 6 settembre 2020 Palasport Città di Vicenza, Vicenza  | UYBA  | 3 - 1 | AGIL       | 23-25, 25-18, 25-22, 25-22 |
| Finale - 6 settembre 2020 Palasport Città di Vicenza, Vicenza      | Imoco | 3 - 0 | UYBA       | 25-16, 25-15, 25-15        |

### Champions League

#### Fase a gironi
| 1ª giornata - 1º dicembre 2020 Palazzetto dello Sport, Scandicci | Savino Del Bene    | 3 - 2 | UYBA       | 25-18, 11-25, 25-19, 23-25, 17-15 |
| 2ª giornata - 2 dicembre 2020 Palazzetto dello Sport, Scandicci  | Developres Rzeszów | 2 - 3 | UYBA       | 17-25, 22-25, 25-19, 25-22, 14-16 |
| 3ª giornata - 3 dicembre 2020 Palazzetto dello Sport, Scandicci  | UYBA               | 0 - 3 | Schweriner | 24-26, 14-25, 22-25               |
| 4ª giornata - 2 febbraio 2021 ARENA Schwerin, Schwerin           | Savino Del Bene    | 2 - 3 | UYBA       | 18-25, 25-21, 14-25, 25-18, 10-15 |
| 5ª giornata - 3 febbraio 2021 ARENA Schwerin, Schwerin           | Developres Rzeszów | 0 - 3 | UYBA       | 23-25, 22-25, 17-25               |
| 6ª giornata - 4 febbraio 2021 ARENA Schwerin, Schwerin           | UYBA               | 3 - 0 | Schweriner | 25-20, 25-13, 25-12               |

#### Fase a eliminazione diretta
| Quarti di finale (andata) - 25 febbraio 2021 PalaPiantanida, Busto Arsizio   | UYBA       | 3 - 1 | Eczacıbaşı | 25-19, 15-25, 25-17, 28-26        |
| Quarti di finale (ritorno) - 4 marzo 2021 Burhan Felek Spor Salonu, Istanbul | Eczacıbaşı | 1 - 3 | UYBA       | 23-25, 22-25, 25-22, 26-28        |
| Semifinali (andata) - 17 marzo 2021 VakıfBank Spor Sarayı, Istanbul          | VakıfBank  | 2 - 3 | UYBA       | 25-20, 25-17, 21-25, 13-25, 13-15 |
| Semifinali (ritorno) - 24 marzo 2021 PalaPiantanida, Busto Arsizio           | UYBA       | 0 - 3 | VakıfBank  | 13-25, 15-25, 15-25               |

## Statistiche

### Statistiche di squadra
| Competizione        | Punti | In casa | In casa | In casa | In trasferta | In trasferta | In trasferta | Totale | Totale | Totale |
| Competizione        | Punti | G       | V       | P       | G            | V            | P            | G      | V      | P      |
| ------------------- | ----- | ------- | ------- | ------- | ------------ | ------------ | ------------ | ------ | ------ | ------ |
| Serie A1            | 45    | 13      | 7       | 6       | 13           | 8            | 5            | 26     | 15     | 11     |
| Coppa Italia        | -     | -       | -       | -       | 1            | 0            | 1            | 1      | 0      | 1      |
| Supercoppa italiana | -     | 1       | 1       | 0       | -            | -            | -            | 3      | 2      | 1      |
| Champions League    | 11    | 2       | 1       | 1       | 2            | 2            | 0            | 10     | 7      | 3      |
| Totale              | -     | 16      | 9       | 7       | 16           | 10           | 6            | 40     | 24     | 16     |

G = partite giocate; V = partite vinte; P = partite perse

### Statistiche dei giocatori
| Giocatore     | Serie A1 | Serie A1 | Serie A1 | Serie A1 | Serie A1 | Coppa Italia | Coppa Italia | Coppa Italia | Coppa Italia | Coppa Italia | Supercoppa italiana | Supercoppa italiana | Supercoppa italiana | Supercoppa italiana | Supercoppa italiana | Champions League | Champions League | Champions League | Champions League | Champions League | Totale | Totale | Totale | Totale | Totale |
| Giocatore     | P        | PT       | AV       | MV       | BV       | P            | PT           | AV           | MV           | BV           | P                   | PT                  | AV                  | MV                  | BV                  | P                | PT               | AV               | MV               | BV               | P      | PT     | AV     | MV     | BV     |
| ------------- | -------- | -------- | -------- | -------- | -------- | ------------ | ------------ | ------------ | ------------ | ------------ | ------------------- | ------------------- | ------------------- | ------------------- | ------------------- | ---------------- | ---------------- | ---------------- | ---------------- | ---------------- | ------ | ------ | ------ | ------ | ------ |
| A. Bonelli    | 14       | 6        | 2        | 3        | 1        | 0            | 0            | 0            | 0            | 0            | 3                   | 5                   | 2                   | 1                   | 2                   | 4                | 2                | 0                | 2                | 0                | 21     | 13     | 4      | 6      | 3      |
| K. Bulović    | 3        | 1        | 1        | 0        | 0        | 0            | 0            | 0            | 0            | 0            | 1                   | 1                   | 1                   | 0                   | 0                   | 4                | 7                | 6                | 1                | 0                | 8      | 9      | 8      | 1      | 0      |
| C. Cucco      | 3        | 0        | 0        | 0        | 0        | 0            | 0            | 0            | 0            | 0            | 0                   | 0                   | 0                   | 0                   | 0                   | 3                | 0                | 0                | 0                | 0                | 6      | 0      | 0      | 0      | 0      |
| A. Escamilla  | 19       | 57       | 48       | 3        | 6        | 1            | 0            | 0            | 0            | 0            | 3                   | 21                  | 17                  | 1                   | 3                   | 8                | 16               | 13               | 1                | 2                | 31     | 94     | 78     | 5      | 11     |
| A. Gennari    | 24       | 236      | 208      | 18       | 10       | 1            | 7            | 6            | 0            | 1            | 3                   | 35                  | 31                  | 3                   | 1                   | 10               | 82               | 69               | 11               | 2                | 38     | 360    | 314    | 32     | 14     |
| A. Gray       | 25       | 414      | 377      | 25       | 12       | 1            | 15           | 15           | 0            | 0            | -                   | -                   | -                   | -                   | -                   | 10               | 158              | 138              | 13               | 7                | 36     | 587    | 530    | 38     | 19     |
| L. Herrera    | 20       | 38       | 23       | 12       | 3        | 0            | 0            | 0            | 0            | 0            | 2                   | 5                   | 3                   | 1                   | 1                   | 6                | 22               | 14               | 8                | 0                | 28     | 65     | 40     | 21     | 4      |
| G. Leonardi   | 25       | 0        | 0        | 0        | 0        | 1            | 0            | 0            | 0            | 0            | 3                   | 0                   | 0                   | 0                   | 0                   | 10               | 0                | 0                | 0                | 0                | 39     | 0      | 0      | 0      | 0      |
| C. Mingardi   | 25       | 465      | 400      | 42       | 23       | 1            | 18           | 15           | 0            | 3            | 3                   | 47                  | 42                  | 3                   | 2                   | 10               | 173              | 146              | 17               | 10               | 39     | 703    | 603    | 62     | 38     |
| R. Olivotto   | 26       | 174      | 105      | 60       | 9        | 1            | 5            | 5            | 0            | 0            | 3                   | 20                  | 9                   | 10                  | 1                   | 10               | 39               | 18               | 15               | 6                | 40     | 238    | 137    | 85     | 16     |
| F. Piccinini  | 19       | 14       | 10       | 1        | 3        | 1            | 0            | 0            | 0            | 0            | 3                   | 1                   | 1                   | 0                   | 0                   | 7                | 2                | 2                | 0                | 0                | 30     | 17     | 13     | 1      | 3      |
| J. Poulter    | 22       | 47       | 14       | 25       | 8        | 1            | 2            | 1            | 1            | 0            | 1                   | 5                   | 1                   | 4                   | 0                   | 10               | 22               | 2                | 16               | 4                | 34     | 76     | 18     | 46     | 12     |
| J. Stevanović | 24       | 225      | 148      | 59       | 18       | 1            | 10           | 4            | 4            | 2            | 3                   | 29                  | 16                  | 12                  | 1                   | 10               | 93               | 61               | 17               | 15               | 38     | 357    | 229    | 92     | 36     |

P = presenze; PT = punti totali; AV = attacchi vincenti; MV = muri vincenti; BV = battute vincenti